# Норт-Сарасота (Флорида)
Норт-Сарасота (англ. North Sarasota) — переписна місцевість (CDP) в США, в окрузі Сарасота штату Флорида. Населення — 2418 осіб (2020).

## Географія
Норт-Сарасота розташований за координатами 27°22′13″ пн. ш. 82°31′5″ зх. д. / 27.37028° пн. ш. 82.51806° зх. д. (27.370144, -82.518184).  За даними Бюро перепису населення США в 2010 році переписна місцевість мала площу 9,78 км², з яких 9,47 км² — суходіл та 0,32 км² — водойми.

## Демографія
Згідно з переписом 2010 року, у переписній місцевості мешкали 6982 особи в 2798 домогосподарствах у складі 1728 родин. Густота населення становила 714 осіб/км².  Було 3314 помешкання (339/км²).
Расовий склад населення:
| - 59,4 % — білих - 30,7 % — чорних або афроамериканців - 1,4 % — азіатів - 0,2 % — корінних американців - 0,1 % — вихідців з тихоокеанських островів - 5,4 % — осіб інших рас |

До двох чи більше рас належало 2,7 %. Частка іспаномовних становила 18,9 % від усіх жителів.
За віковим діапазоном населення розподілялося таким чином: 22,1 % — особи молодші 18 років, 57,3 % — особи у віці 18—64 років, 20,6 % — особи у віці 65 років та старші. Медіана віку мешканця становила 44,9 року. На 100 осіб жіночої статі у переписній місцевості припадало 93,7 чоловіків;  на 100 жінок у віці від 18 років та старших — 91,0 чоловіків також старших 18 років.
Середній дохід на одне домашнє господарство  становив 50 486 доларів США (медіана — 36 529), а середній дохід на одну сім'ю — 61 256 доларів (медіана — 46 014). Медіана доходів становила 25 911 долар для чоловіків та 34 911 долар для жінок. За межею бідності перебувало 23,5 % осіб, у тому числі 43,9 % дітей у віці до 18 років та 17,4 % осіб у віці 65 років та старших.
Цивільне працевлаштоване населення становило 3111 осіб. Основні галузі зайнятості: освіта, охорона здоров'я та соціальна допомога — 22,1 %, виробництво — 17,5 %, науковці, спеціалісти, менеджери — 11,0 %, мистецтво, розваги та відпочинок — 10,7 %.